# Rise Against/Diskografie
Diese Diskografie ist eine Übersicht über die musikalischen Werke der US-amerikanischen Punkband Rise Against. Den Schallplattenauszeichnungen zufolge hat sie bisher mehr als 8,1 Millionen Tonträger verkauft, davon alleine in ihrer Heimat über 5,5 Millionen. Ihre erfolgreichste Veröffentlichung ist die Single Savior mit über 1,7 Millionen verkauften Einheiten.

## Alben

### Studioalben
| Jahr | Titel Musiklabel                                 | Höchstplatzierung, Gesamtwochen, AuszeichnungChartplatzierungen (Jahr, Titel, Musiklabel, Platzierungen, Wochen, Auszeichnungen, Anmerkungen) | Höchstplatzierung, Gesamtwochen, AuszeichnungChartplatzierungen (Jahr, Titel, Musiklabel, Platzierungen, Wochen, Auszeichnungen, Anmerkungen) | Höchstplatzierung, Gesamtwochen, AuszeichnungChartplatzierungen (Jahr, Titel, Musiklabel, Platzierungen, Wochen, Auszeichnungen, Anmerkungen) | Höchstplatzierung, Gesamtwochen, AuszeichnungChartplatzierungen (Jahr, Titel, Musiklabel, Platzierungen, Wochen, Auszeichnungen, Anmerkungen) | Höchstplatzierung, Gesamtwochen, AuszeichnungChartplatzierungen (Jahr, Titel, Musiklabel, Platzierungen, Wochen, Auszeichnungen, Anmerkungen) | Anmerkungen                                                 |
| Jahr | Titel Musiklabel                                 | DE | AT | CH | UK | US | Anmerkungen                                                 |
| ---- | ------------------------------------------------ | --- | --- | --- | --- | --- | ----------------------------------------------------------- |
| 2001 | The Unraveling Fat Wreck Chords                  | — | — | — | — | — | Erstveröffentlichung: 24. April 2001                        |
| 2003 | Revolutions per Minute Fat Wreck Chords          | — | — | — | — | — | Erstveröffentlichung: 8. April 2003                         |
| 2004 | Siren Song of the Counter Culture Geffen Records | DE— GoldDE | — | — | — | US136 Gold · (18 Wo.)US | Erstveröffentlichung: 10. August 2004 Verkäufe: + 700.000   |
| 2006 | The Sufferer & the Witness Geffen Records        | DE77 Gold · (1 Wo.)DE | AT75 (1 Wo.)AT | CH98 (1 Wo.)CH | UK— SilberUK | US10 Platin · (27 Wo.)US | Erstveröffentlichung: 4. Juli 2006 Verkäufe: + 1.260.000    |
| 2008 | Appeal to Reason DGC / Interscope Records        | DE21 Gold · (6 Wo.)DE | AT34 Platin · (3 Wo.)AT | CH44 (2 Wo.)CH | UK68 Silber · (1 Wo.)UK | US3 Platin · (62 Wo.)US | Erstveröffentlichung: 7. Oktober 2008 Verkäufe: + 1.262.500 |
| 2011 | Endgame DGC / Interscope Records                 | DE1 Platin · (16 Wo.)DE | AT3 Platin · (11 Wo.)AT | CH12 (5 Wo.)CH | UK27 (2 Wo.)UK | US2 (19 Wo.)US | Erstveröffentlichung: 15. März 2011 Verkäufe: + 295.000     |
| 2014 | The Black Market Interscope Records              | DE1 Gold · (11 Wo.)DE | AT3 (9 Wo.)AT | CH5 (7 Wo.)CH | UK13 (2 Wo.)UK | US3 (11 Wo.)US | Erstveröffentlichung: 15. Juli 2014 Verkäufe: + 140.000     |
| 2017 | Wolves Virgin Records                            | DE5 (13 Wo.)DE | AT5 (11 Wo.)AT | CH11 (4 Wo.)CH | UK38 (1 Wo.)UK | US9 (2 Wo.)US | Erstveröffentlichung: 9. Juni 2017                          |
| 2021 | Nowhere Generation Loma Vista Recordings         | DE2 (8 Wo.)DE | AT3 (4 Wo.)AT | CH4 (2 Wo.)CH | UK19 (1 Wo.)UK | US39 (1 Wo.)US | Erstveröffentlichung: 4. Juni 2021                          |
| 2025 | Ricochet Loma Vista Recordings                   | — | — | — | — | — | Erstveröffentlichung: 15. August 2025                       |

### Kompilationen
| Jahr | Titel Musiklabel                                           | Höchstplatzierung, Gesamtwochen, AuszeichnungChartplatzierungen (Jahr, Titel, Musiklabel, Platzierungen, Wochen, Auszeichnungen, Anmerkungen) | Höchstplatzierung, Gesamtwochen, AuszeichnungChartplatzierungen (Jahr, Titel, Musiklabel, Platzierungen, Wochen, Auszeichnungen, Anmerkungen) | Höchstplatzierung, Gesamtwochen, AuszeichnungChartplatzierungen (Jahr, Titel, Musiklabel, Platzierungen, Wochen, Auszeichnungen, Anmerkungen) | Höchstplatzierung, Gesamtwochen, AuszeichnungChartplatzierungen (Jahr, Titel, Musiklabel, Platzierungen, Wochen, Auszeichnungen, Anmerkungen) | Höchstplatzierung, Gesamtwochen, AuszeichnungChartplatzierungen (Jahr, Titel, Musiklabel, Platzierungen, Wochen, Auszeichnungen, Anmerkungen) | Anmerkungen                              |
| Jahr | Titel Musiklabel                                           | DE | AT | CH | UK | US | Anmerkungen                              |
| ---- | ---------------------------------------------------------- | --- | --- | --- | --- | --- | ---------------------------------------- |
| 2013 | Long Forgotten Songs – B-Sides & Covers Interscope Records | DE7 (3 Wo.)DE | AT7 (3 Wo.)AT | CH33 (1 Wo.)CH | UK73 (1 Wo.)UK | US19 (2 Wo.)US | Erstveröffentlichung: 10. September 2013 |
| 2018 | The Ghost Note Symphonies, Vol. 1 Virgin Records           | DE9 (4 Wo.)DE | AT29 (2 Wo.)AT | CH39 (1 Wo.)CH | — | US55 (1 Wo.)US | Erstveröffentlichung: 27. Juli 2018      |

### EPs
- 2007: AOL Undercover
- 2007: This Is Noise
- 2009: Grammatizator / Voice of Dissent
- 2011: Join the Ranks[1]
- 2012: Satellite EP
- 2021: Nowhere Sessions

### Demos
- 2000: Transistor Revolt

## Singles

### Als Leadmusiker
| Jahr | Titel Album                                       | Höchstplatzierung, Gesamtwochen, AuszeichnungChartplatzierungen (Jahr, Titel, Album, Platzierungen, Wochen, Auszeichnungen, Anmerkungen) | Höchstplatzierung, Gesamtwochen, AuszeichnungChartplatzierungen (Jahr, Titel, Album, Platzierungen, Wochen, Auszeichnungen, Anmerkungen) | Höchstplatzierung, Gesamtwochen, AuszeichnungChartplatzierungen (Jahr, Titel, Album, Platzierungen, Wochen, Auszeichnungen, Anmerkungen) | Höchstplatzierung, Gesamtwochen, AuszeichnungChartplatzierungen (Jahr, Titel, Album, Platzierungen, Wochen, Auszeichnungen, Anmerkungen) | Höchstplatzierung, Gesamtwochen, AuszeichnungChartplatzierungen (Jahr, Titel, Album, Platzierungen, Wochen, Auszeichnungen, Anmerkungen) | Anmerkungen                                                |
| Jahr | Titel Album                                       | DE | AT | CH | UK | US | Anmerkungen                                                |
| ---- | ------------------------------------------------- | --- | --- | --- | --- | --- | ---------------------------------------------------------- |
| 2005 | Swing Life Away Siren Song of the Counter Culture | — | — | — | — | US— GoldUS | Erstveröffentlichung: 25. April 2005 Verkäufe: + 500.000   |
| 2006 | Prayer of the Refugee The Sufferer & The Witness  | DE— GoldDE | AT— PlatinAT | — | UK— SilberUK | US— GoldUS | Erstveröffentlichung: 6. Dezember 2006 Verkäufe: + 880.000 |
| 2008 | Re-Education (Through Labor) Appeal to Reason     | — | — | — | — | US— GoldUS | Erstveröffentlichung: 25. August 2008 Verkäufe: + 500.000  |
| 2009 | Savior Appeal to Reason                           | DE— GoldDE | AT— ×2DoppelplatinAT | — | UK— GoldUK | US— PlatinUS | Erstveröffentlichung: 3. Juni 2009 Verkäufe: + 1.745.000   |
| 2011 | Help Is on the Way Endgame                        | — | — | — | — | US89 (1 Wo.)US | Erstveröffentlichung: 25. Januar 2011                      |
| 2011 | Satellite Endgame                                 | DE— GoldDE | AT— PlatinAT | — | — | — | Erstveröffentlichung: 1. November 2011 Verkäufe: + 180.000 |

Weitere Singles
- 2003: Like the Angel
- 2004: Give It All
- 2005: Life Less Frightening
- 2006: Ready to Fall
- 2007: The Good Left Undone
- 2008: Audience of One
- 2011: Architects
- 2011: Make It Stop (September’s Children)
- 2012: Wait for Me
- 2014: I Don’t Want to Be Here Anymore
- 2014: Tragedy + Time
- 2015: The Eco-Terrorist in Me
- 2017: The Violence

### Split-Singles
- 2009: Rise Against / Anti-Flag
- 2011: Rise Against / Face to Face

### Beiträge für Soundtracks
- 2003: Like the Angel (Tony Hawks Underground)
- 2004: Give It All (Need for Speed: Underground 2)[2]
- 2004: Paper Wings (Burnout 3: Takedown)
- 2005: Fix Me (Tony Hawk’s American Wasteland)
- 2005: Nervous Breakdown (Lords of Dogtown)
- 2005: Little Boxes (Weeds)
- 2006: Give It All (FlatOut 2)
- 2006: Survive (WWE SmackDown! vs. RAW)
- 2007: Under the Knife (Never Back Down)
- 2008: Historia Calamitatum (Punisher: War Zone)
- 2008: Obstructed View (Masters of Horror)
- 2009: Injection (Colin McRae: DiRT 2)[3]
- 2009: Long Forgotten Sons (Forza Motorsport 3)[4]
- 2009: The Good Left Undone (Tony Hawk: Shred)[5]
- 2009: Kotov Syndrome (Need for Speed: Nitro)[6]
- 2011: Help Is on the Way (Need for Speed: Shift 2 Unleashed)[7]
- 2011: Architects (Madden NFL 12)[8]
- 2012: Dirt and Roses (Marvel’s The Avengers)
- 2014: Help Is on the Way (WATCH_DOGS)

## Videoalben und Musikvideos

### Videoalben
- 2006: Generation Lost
- 2010: Another Station: Another Mile

### Musikvideos
| Jahr | Titel                               | Regisseur(e)             |
| ---- | ----------------------------------- | ------------------------ |
| 2003 | Heaven Knows                        | Robert Trondson          |
| 2004 | Give It All                         | James Cox                |
| 2005 | Swing Life Away                     | Estevan Oriol            |
| 2006 | Ready to Fall                       | Kevin Kerslake           |
| 2006 | Prayer of the Refugee               | Tony Petrossian          |
| 2007 | The Good Left Undone                | Neon                     |
| 2007 | Behind Closed Doors                 | Devin DeHaven            |
| 2008 | Re-Education (Through Labor)        | Kevin Kerslake           |
| 2009 | Audience of One                     | Brett Simon              |
| 2009 | Hero of War                         | Meiert Avis              |
| 2009 | Savior                              | Kevin Kerslake           |
| 2011 | Help Is on the Way                  | Alan Ferguson            |
| 2011 | Make It Stop (September’s Children) | Marc Klasfeld            |
| 2011 | Satellite                           | Marc Klasfeld            |
| 2012 | Ballad of Hollis Brown              | Nico Sabenorio           |
| 2013 | Lanterns                            | DGC Records              |
| 2014 | I Don’t Want to Be Here Anymore     | Nico Sabenorio           |
| 2014 | Tragedy + Time                      | Wes Kandel & Casey Hupke |
| 2016 | People Live Here                    | Tyler W. Davis           |

## Statistik

### Chartauswertung
|                     | DE    | AT    | CH    | UK    | US    |
| ------------------- | ----- | ----- | ----- | ----- | ----- |
| Nummer-eins-Alben   | DE2DE | AT—AT | CH—CH | UK—UK | US—US |
| Top-10-Alben        | DE6DE | AT5AT | CH2CH | UK—UK | US5US |
| Alben in den Charts | DE8DE | AT8AT | CH8CH | UK6UK | US9US |

|                       | DE    | AT    | CH    | UK    | US    |
| --------------------- | ----- | ----- | ----- | ----- | ----- |
| Nummer-eins-Singles   | DE—DE | AT—AT | CH—CH | UK—UK | US—US |
| Top-10-Singles        | DE—DE | AT—AT | CH—CH | UK—UK | US—US |
| Singles in den Charts | DE—DE | AT—AT | CH—CH | UK—UK | US1US |

### Auszeichnungen für Musikverkäufe
| Goldene Schallplatte - Brasilien - 2024: für die Single Savior - Dänemark - 2023: für die Single Savior - Deutschland - 2023: für das Lied Hero of War - Kanada - 2014: für das Album The Black Market - Neuseeland - 2019: für das Album Appeal to Reason | Platin-Schallplatte - Kanada - 2012: für das Album Endgame - 2009: für das Album Appeal to Reason - 2007: für das Album Siren Song of the Counter Culture - 2007: für das Album The Sufferer & the Witness - Neuseeland - 2023: für das Lied Hero of War - Österreich - 2025: für das Lied Hero of War 2× Platin-Schallplatte - Neuseeland - 2024: für die Single Savior |

Anmerkung: Auszeichnungen in Ländern aus den Charttabellen bzw. Chartboxen sind in ebendiesen zu finden.
| Land/RegionAuszeichnungen für Musikverkäufe (Land/Region, Auszeichnungen, Verkäufe, Quellen) | Silber     | Gold       | Platin       | Verkäufe  | Quellen              |
| -------------------------------------------------------------------------------------------- | ---------- | ---------- | ------------ | --------- | -------------------- |
| Brasilien (PMB)                                                                              | —          | Gold1      | —            | 30.000    | pro-musicabr.org.br  |
| Dänemark (IFPI)                                                                              | —          | Gold1      | —            | 45.000    | ifpi.dk              |
| Deutschland (BVMI)                                                                           | —          | 8× Gold8   | Platin1      | 1.200.000 | musikindustrie.de    |
| Kanada (MC)                                                                                  | —          | Gold1      | 4× Platin4   | 400.000   | musiccanada.com      |
| Neuseeland (RMNZ)                                                                            | —          | Gold1      | 3× Platin3   | 97.500    | radioscope.co.nz NZ2 |
| Österreich (IFPI)                                                                            | —          | —          | 7× Platin7   | 180.000   | ifpi.at              |
| Vereinigte Staaten (RIAA)                                                                    | —          | 3× Gold3   | 4× Platin4   | 5.500.000 | riaa.com             |
| Vereinigtes Königreich (BPI)                                                                 | 3× Silber3 | Gold1      | —            | 720.000   | bpi.co.uk            |
| Insgesamt                                                                                    | 3× Silber3 | 16× Gold16 | 19× Platin19 |           |                      |